# Bunium pachypodum
Espèce
Bunium pachypodum P.W. Ball est une espèce de plantes à fleurs de la famille des Apiaceae (Ombellifères). Elle est trouvée en Europe (Baléares (Majorque), Corse, Croatie, Espagne, France, Portugal) et en Afrique du Nord (Algérie, Libye, Maroc, Tunisie).

## Usage alimentaire
En Afrique du Nord, les tubercules, récoltés en plaine, de la taille de pommes de terre, sont consommés. 

## Synonyme
- Carum incrassatum Boiss., Voy. Bot. Espagne 2: 239 (1840), nom. illeg.
- Bunium incrassatum Boiss. ex Amo, Fl. Fan. Peníns. Ibérica 5: 116 (1873), nom. illeg.
- Bulbocastanum incrassatum Boiss. ex Lange in H.M.Willkomm & J.M.C.Lange, Prodr. Fl. Hispan. 3: 88 (1874).
- Diaphycarpus incrassatus Boiss. ex Calest., Webbia 1: 277 (1905).